# Gigantosaurus (serie)
Gigantosaurus es una serie preescolar animada en CGI de 2019, creada por Franck Salomé, Nicolas Sedel, Fernando Worcel y dirigida por Olivier Lelardoux, basada en el libro titular de Jonny Duddle. La serie es una coproducción entre los estudios de animación franceses Cyber Group Studios y Kaibou, con animación realizada por el estudio canadiense Blue Spirit Studio, además de la participación de Disney Channel y France Télévisions, y el apoyo de otras empresas canadienses.

## Trama
Basada en el libro más vendido de Jonny Duddle y la editorial Templar, la serie sigue a cuatro jóvenes amigos dinosaurios curiosos llamados Rocky (un Parasaurolophus), Bill (un Braquiosaurio), Tiny (una Triceratops) y Mazu (una Anquilosaurio) mientras emprenden aventuras y aprenden sobre el dinosaurio titular del libro en el que se basa la serie, el Giganotosaurio.